# Sune Svanekier
Sune Vibæk Svanekier (født 16. august 1967) er en dansk skuespiller, forfatter, instruktør og tidligere musiker. Han har instrueret flere musicals og medvirket i mange film og tv-produktioner, samt lagt stemme til animationsfilm. En af hans mest kendte roller er som Anders Matthesens stand-in i tv-julekalenderen Jul på Vesterbro fra 2003, skønt man ikke ser hans ansigt.

## Karriere
Mens Svanekier gik på gymnasieet dannede han Onkel Dum & Bananerne sammen med vennerne Thomas Høg, Jens Korse og Lasse Aagaard. Efter to plader og en film med overskuelig succes opløstes kvartetten og Svanekier kastede sig i 1990 over et musicalprojekt Atlantis sammen med Thomas Høg og Peter Spies. 
Atlantis havde urpremiere på Bellevue Teatret 12. august 1993 og blev så stor en succes, at den blev sat op på Østre Gasværk Teater året efter og kørte i to sæsoner, 1994-1995. Svanekier instruerede original-opsætningen på Bellevue og to professionelle Danmarks-turnéer i 1996 og 1997. I 2010 skrev han til Folketeatret sammen med Thomas Høg og Lasse Aagaard musicalen Von Scholten. Dette skrivesamarbejde, som går under navnet Høg Aagaard Svanekier, har siden haft stor succes på Østre Gasværk Teater med Skammerens Datter 1 (2012) og Skammerens Datter 2 (2013), baseret på Lene Kaaberbøls ungdomsromaner, foruden Jordens Søjler baseret på Ken Folletts bestseller i 2016 og Lene Kaaberbøls Vildheks i 2017.
Svanekier har skrevet og instrueret adskillige ungdomsforestillinger, bl.a. Pimpernel, Kontinent, Blod og Ære, Sidste Chance, Mod Lyset, Dyreriget og Atlantis på Espergærde Ungdomsskole.
Svanekier er uddannet som skuespiller ved Guildhall School of Music & Drama i 1995 og arbejder som skuespiller og instruktør. Han har instrueret Atlantis og Cabaret på Nyborg Voldspil med stor succes. I 2008 instruerede Svanekier  musicalen Evita på Nyborg Voldspil.
Svanekier medvirkede som stand-in for Anders Matthesen i tv-julekalenderen Jul på Vesterbo, som blev vist på DR2 i december 2003.
I 2007 spillede Svanekier med i et afsnit af Klovn i rollen som Måns i afsnittet "Aben Ditmark".
Svanekier er fast med i ensemblet hvert år, når Bellevue Teatret spiller Folk og røvere i Kardemomme by. Her spiller han Slagteren og Vognstyrer Syversen.
Svanekier lægger også stemme til masser af animeret film og tv samt live action, bl.a. Oso i Specialagent Oso, Tutter fra Bjørnen i det blå hus, Nr. To i Piraterne!, Donald Davenport i Lab Rats, Michelangelo i Teenage Mutant Ninja Turtles, Sprutte i Næsten Nøgne Dyr, diverse roller i Johnny Test - Naruto, Beyblade, Pokémon, Dinosaur King, Robot & Monster, Hotel 13 og Care Bears.

## Filmografi
- 1990 Bananen - skræl den før din nabo
- 2000 Nat på Frydendal
- 2003 Zahle's Top 10
- 2003 Jul på Vesterbro
- 2004 Fjernsyn for voksne
- 2006 Klovn
- 2010 Lulu & Leon
- 2011 Broen
- 2022 Special Agent Oso

## Diskografi
Med Onkel Dum & Bananerne
- 1989 Onkel Dum og Bananerne
- 1990 Vi går bananas